# Félix Carrión
Félix Carrión Cenamor es un historietista español (Madrid, 1920).

## Biografía
Félix Carrión fue uno de los múltiples autores a los que Bruguera encargó la continuación de El Capitán Trueno.
Creó también la serie El Príncipe Errante (1962), pero a partir de 1963 se dedicó sobre todo a la adaptación de novelas, en especial de Karl May, para colecciones como "Joyas Literarias Juveniles" e Historias Selección.

## Obra
| Años | Título                               | Guionista                         | Tipo       | Publicación                                          |
| ---- | ------------------------------------ | --------------------------------- | ---------- | ---------------------------------------------------- |
| 1963 | El Jabato                            |                                   | Serie      | El Capitán Trueno Extra                              |
| 1964 | El Capitán Trueno                    |                                   | Serie      | El Capitán Trueno Extra                              |
| 1963 | Los piratas argelinos                | José Repollés Agular, Víctor Mora | Monografía | Bruguera: Héroes, núm. 15 / El Capitán Trueno, núm 2 |
| 1970 | Un yanqui en la corte del Rey Arturo | José Antonio Vidal Sales          | Monografía | Bruguera: Joyas Literarias Juveniles, núm. 5         |
| 1970 | La venganza de Winnetou              |                                   | Monografía | Bruguera: Historias Selección / Karl May, núm. 3     |